# Pożóg (Ukraina)
Pożóg (ukr. Пожог) – wieś na Ukrainie, w obwodzie wołyńskim, w rejonie kamieńskim. Liczy 102 mieszkańców
Do 2020 w rejonie lubieszowskim. 